# Mehran
Mehrān (persiska: مهران, مَنسور آباد) är en kommunhuvudort i Iran.   Den ligger i provinsen Ilam, i den västra delen av landet, 600 km sydväst om huvudstaden Teheran. Mehrān ligger 150 meter över havet och antalet invånare är 11 831.
Terrängen runt Mehrān är platt.Runt Mehrān är det glesbefolkat, med 15 invånare per kvadratkilometer. Det finns inga andra samhällen i närheten. Trakten runt Mehrān är ofruktbar med lite eller ingen växtlighet.